# Zapallar
Zapallar is een gemeente in de Chileense provincie Petorca in de regio Valparaíso. Zapallar telde 7.339 inwoners in 2017 en heeft een oppervlakte van 288 km².
- Virtual International Authority File: 196876541